# Фокометар
Фокометар је аутоматски дигитални уређај за одређивање диоптријске јачине (диоптрије) свих врста контактних сочива и наочара. Користећи фокометар, специјалиста за очи (офталмолог) може одредити пропустљивост контактног сочива за УВ зраке и пропустљивост светлости (спектрометар).